# Wyspy Japońskie
Wyspy Japońskie (jap. 日本列島 Nihon-rettō) – archipelag w zachodniej części Oceanu Spokojnego, rozciągający się wzdłuż wschodniego wybrzeża Azji, tworzący łuk długości 2990 km. Wyspy Japońskie wchodzą w skład państwa Japonii, do której należą też inne archipelagi, m.in. Riukiu (Nansei-shotō) i Ogasawara.

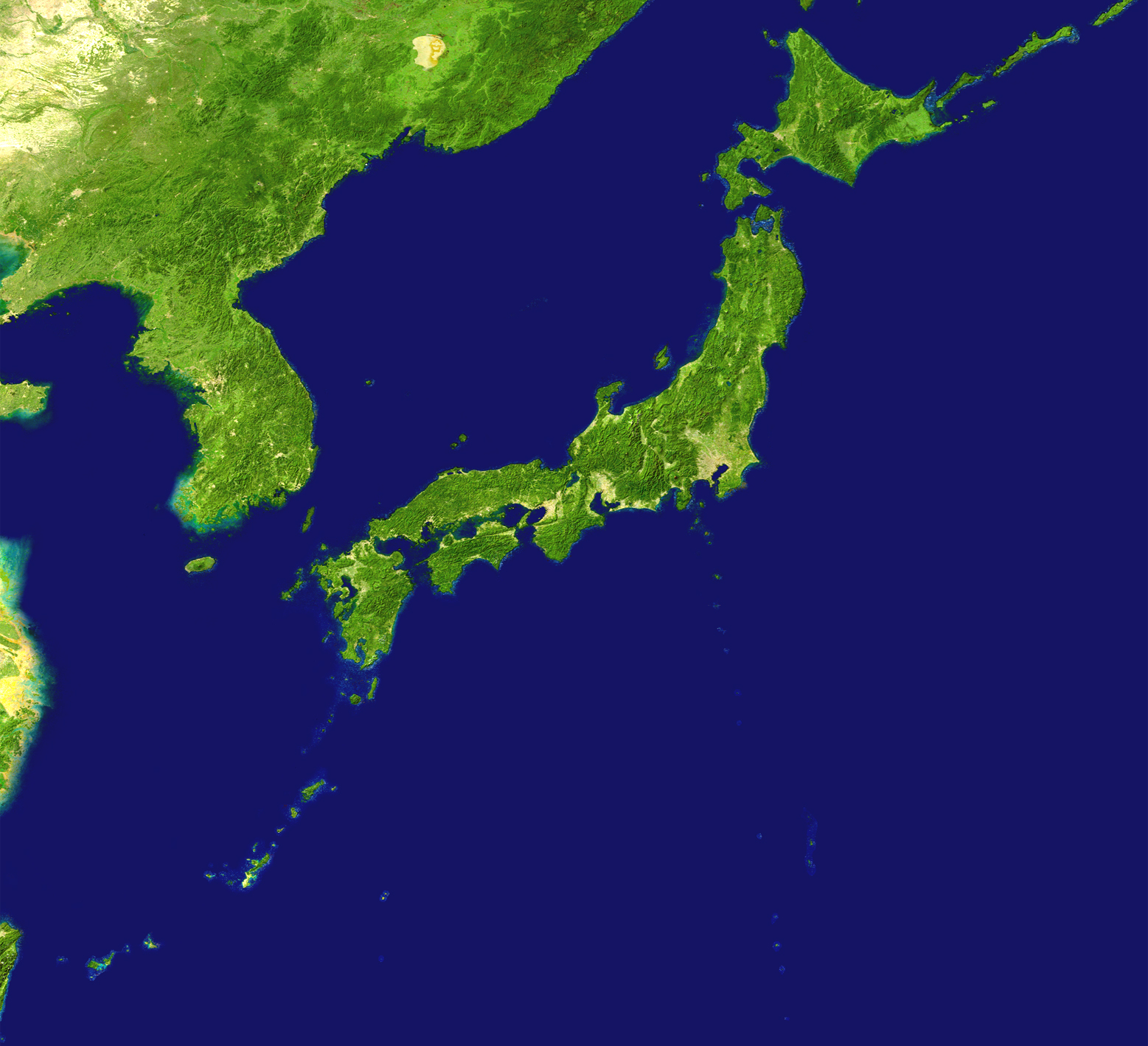
Wyspy Japońskie

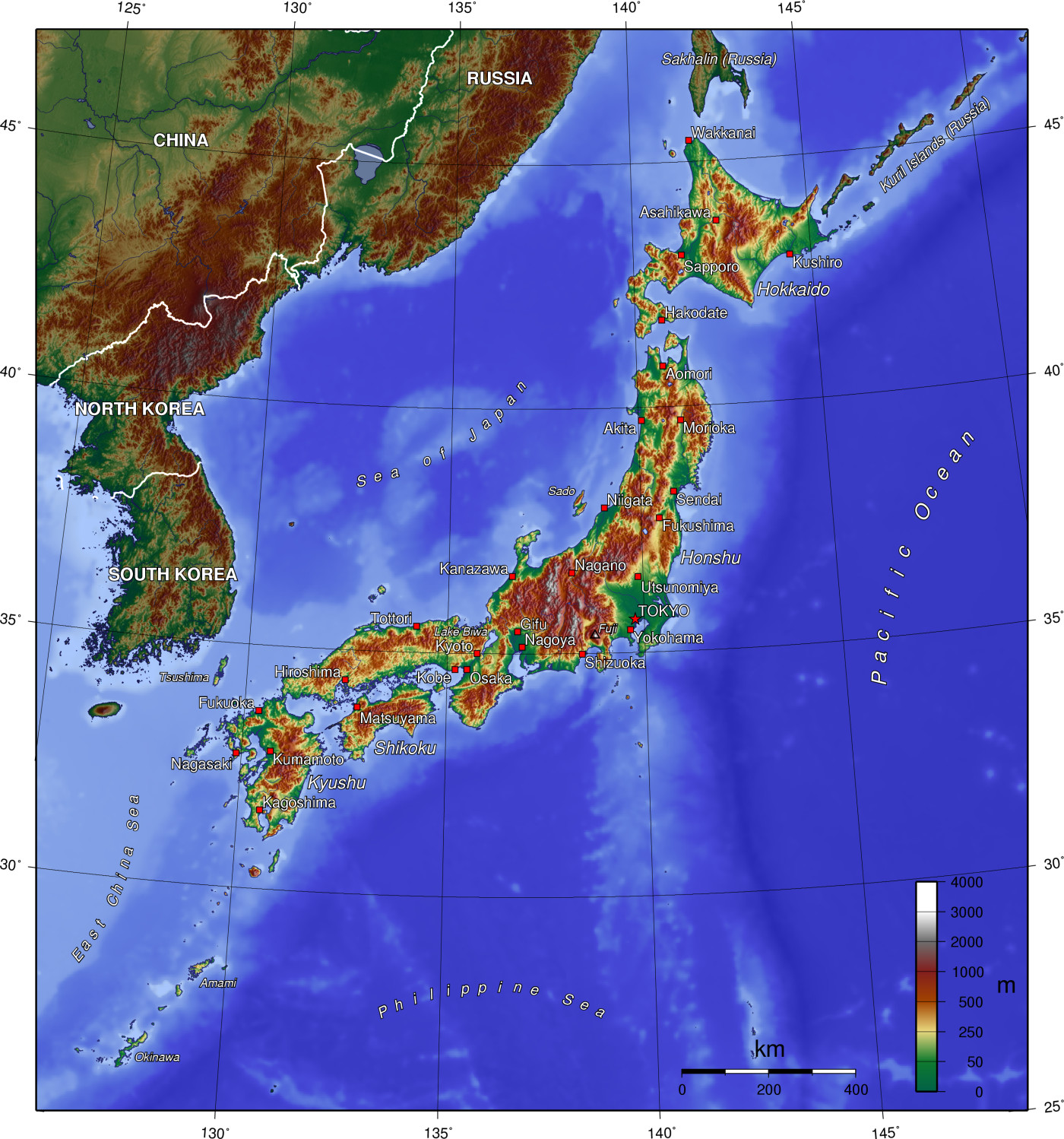
Wyspy Japońskie – mapa topograficzna (przedstawiająca powierzchniowe elementy)

Razem z Archipelagiem Malajskim zamykają cztery wielkie morza przybrzeżne: Ochockie, Japońskie, Żółte i Wschodniochińskie.
W skład archipelagu Wysp Japońskich wchodzi około czterech tysięcy wysp. Cztery największe to (wymieniając od północy):
- Hokkaido (Hokkaidō) 77 984,49 km²[2]
- Honsiu (Honshū) 227 939,66 km²[2]
- Sikoku (Shikoku) 18 297,32 km²[2]
- Kiusiu (Kyūshū) 36 782,11 km²[2]

Zamieszkanych jest też około 550 mniejszych wysp, z których ważniejsze to:
- Okinawa 1 208,48 km²[2]
- Cuszima (Tsushima) 695,74 km²[2]
- Awaji 592,44 km²[2]
- Sado (Sado-ga-shima) 854,81 km²[2]

Około 3000 wysp jest niezamieszkanych.